# Jászdózsa
Jászdózsa is een plaats (község) en gemeente in het Hongaarse comitaat Jász-Nagykun-Szolnok. Jászdózsa telt 2286 inwoners (2001).